# Liste des joueurs de l'Union sportive Orléans Loiret football
Cet article recense tous les joueurs ayant porté le maillot de l'US Orléans en match officiel.
- Seuls les joueurs ayant évolué avec l'équipe première apparaissent dans cette liste.
- Le nombre de matches est le total de tous les matches officiels (Championnat, Coupe de France, Coupe de la Ligue) disputés par le joueur sous les couleurs du club, soit comme titulaire, soit comme remplaçant entré en jeu. Il ne tient pas compte des matches amicaux.
- Le nombre de buts est le total des buts inscrits par le joueur en compétition officielle (Championnat, Coupe de France, Coupe de la Ligue).
- La nationalité indiquée est la nationalité sportive du joueurs.

## Arago sport orléanais (1902-1976)
Principaux joueurs de l'Arago sport orléanais de 1902 à 1976.

## US Orléans (depuis 1976)
- Haut – A
- B
- C
- D
- E
- F
- G
- H
- I
- J
- K
- L
- M
- N
- O
- P
- Q
- R
- S
- T
- U
- V
- W
- X
- Y
- Z

mise à jour : avant saison 2014-2015